# Вінцентово (Радзейовський повіт)
Вінцентово (пол. Wincentowo) — село в Польщі, у гміні Пйотркув-Куявський Радзейовського повіту Куявсько-Поморського воєводства.
Населення — 59 осіб (2011).
У 1975-1998 роках село належало до Влоцлавського воєводства.

## Демографія
Демографічна структура станом на 31 березня 2011 року:
|          | Загалом | Допрацездатний вік | Працездатний вік | Постпрацездатний вік |
| -------- | ------- | ------------------ | ---------------- | -------------------- |
| Чоловіки | 30      | 1                  | 23               | 6                    |
| Жінки    | 29      | 8                  | 13               | 8                    |
| Разом    | 59      | 9                  | 36               | 14                   |